# Liste der Ehrenbürger von Garmisch-Partenkirchen
Die Ehrenbürgerwürde ist die höchste Auszeichnung des Marktes Garmisch-Partenkirchen. Er ehrt damit Bürger, die für den Ort nachhaltig herausragende Dienste in den Gebieten Kultur, Kunst, Politik, Wirtschaft, Wissenschaft, Sport oder Geistlichkeit geleistet haben. In der Geschichte des Ortes und seiner Vorgängergemeinden wurde diese Ehrung bislang 42 Personen zuteil. 6 Ehrungen, die in der Zeit der Diktatur des Nationalsozialismus von 1933 bis 1945 direkt an Personen mit nationalsozialistischem Zusammenhang verliehen wurden, wurden am 31. Mai 2017 für ungültig erklärt.
Die Vergabe erfolgt gemäß der Satzung über Ehrungen für den Markt Garmisch-Partenkirchen aufgrund einer einstimmigen Empfehlung des Ältestenrates. Mit der Ehrenbürgerwürde wird eine Urkunde überreicht. Außerdem trägt sich die geehrte Person in das Goldene Buch des Marktes ein. Aus der Ehrenbürgerwürde entstehen keine finanziellen Vorteile. Eine postume Verleihung der Ehrenbürgerwürde ist nicht möglich. Die Ehrenbürgerwürde erlischt mit dem Tod.
Hinweis: Die Auflistung erfolgt chronologisch nach Datum der Zuerkennung.

## Die Ehrenbürger des Marktes Garmisch-Partenkirchen

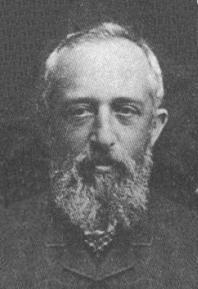
Hermann Levi

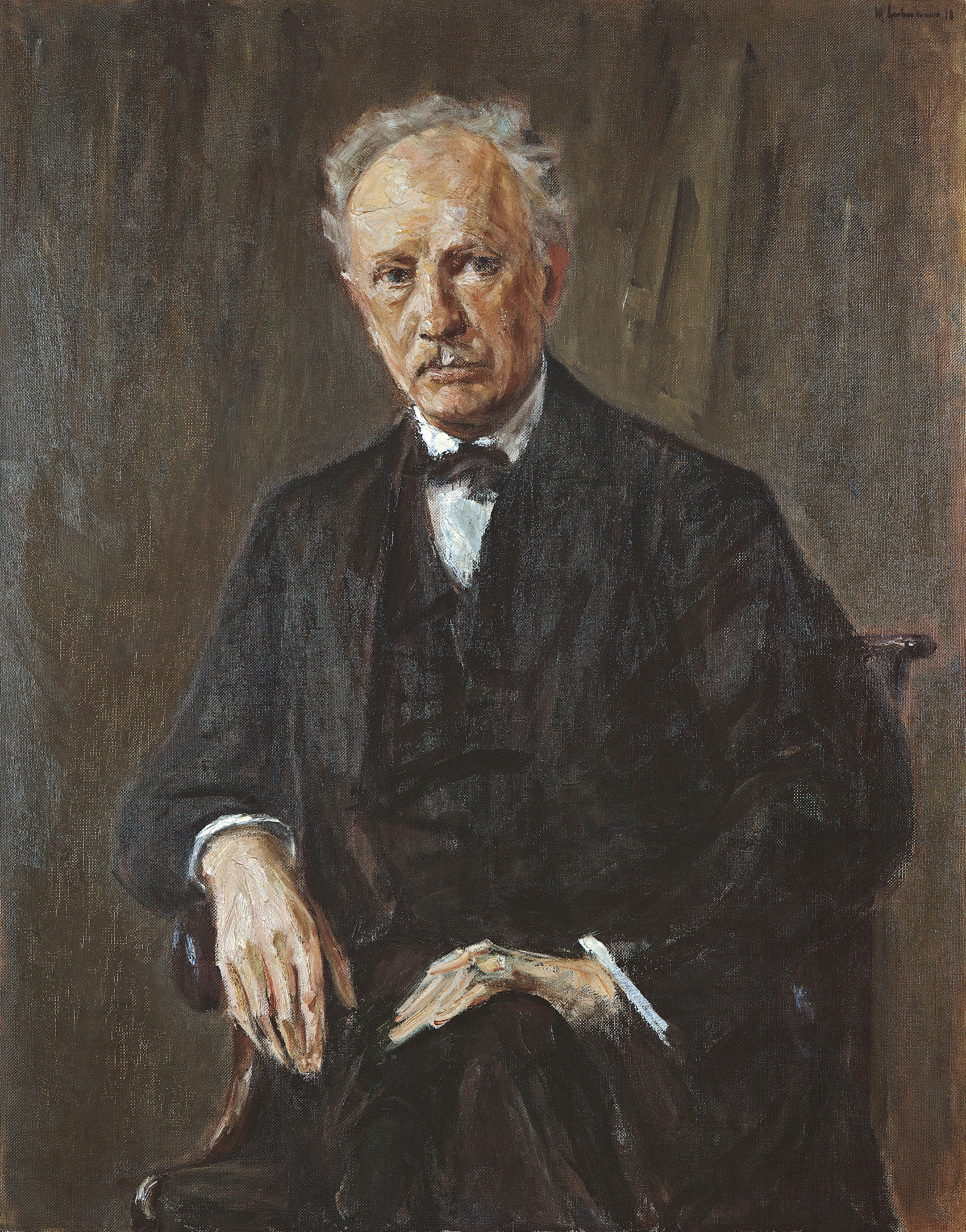
Richard Strauss (von Max Liebermann, 1918)

1. Max Byschl (* 26. September 1855 in Garmisch; † 26. Januar 1931 in Garmisch)
Apotheker
Verleihung am 12. Oktober 1922 in Garmisch
2. Adolf Zoeppritz (* 9. November 1855 in Darmstadt; † 5. November 1939 in Garmisch-Partenkirchen)
Ingenieur
Verleihung am 6. November 1925 in Garmisch
3. Richard Strauss (* 11. Juni 1864 in München; † 8. September 1949 in Garmisch-Partenkirchen)
Generalmusikdirektor
Verleihung 1949
4. Kaspar Ostler (* 1. August 1880 in Garmisch; † 20. August 1958 in Garmisch-Partenkirchen)
Altbürgermeister
Verleihung am 24. August 1950
5. Otto Hitzberger (* 2. Oktober 1878 in München; † 22. Juli 1964 in Garmisch-Partenkirchen)
Akademieprofessor, Bildhauer
Verleihung 1963
6. Johannes Langmatz (1. August 1917; † 18. Februar 2009)
Unternehmer, Stiftungsgründer
Verleihung am 26. Juli 2007
Langmatz wurde für sein großes wirtschaftliches und soziales Engagement ausgezeichnet. Sein Unternehmen Langmatz zählt zu den größten Arbeitgebern des Ortes. Zusammen mit seiner inzwischen verstorbenen Frau rief er die Hans-und-Klementia-Langmatz-Stiftung ins Leben, die sich für die Förderung von Behinderten, Auszubildenden und der Wissenschaft einsetzt.
7. Ingeborg Wörndle (Inge Wörndle) (* 11. Mai 1916 in Kleinmachnow; † 20. September 2011 in Garmisch-Partenkirchen)
Stadionsprecherin bei Olympischen Spielen, der Vierschanzentournee und anderen Sportveranstaltungen[2]
Verleihung am 12. September 2010[3]
8. Laura Dahlmeier (* 22. August 1993 in Garmisch-Partenkirchen; † 28. Juli 2025 am Laila Peak, Karakorum-Gebirge, Pakistan)
Biathletin, Alpinistin
Verleihung am 2. März 2018[4]
9. Rosi Mittermaier (* 5. August 1950; † 4. Januar 2023) und Christian Neureuther (* 1949)
Skirennläufer
Verleihung am 22. Juni 2019[5]

### Ohne Datum
1. Ignaz Bader (* 1854; † 1934)
Geistlicher Rat und Hofprediger
2. Karl Bader (* 1848; † 1925)
Kaufmann, Kirchenpfleger
3. Robert Barnard
ehem. Bürgermeister von Aspen, Colorado
4. Josef Bittel (* 1890; † 1967)
Geistlicher Rat
5. Otto Blümel (* 1881; † 1973)
Fachschuldirektor a. D.
6. Mathias Brenner (* 1912; † 1997)
Prälat
7. Johann Döllgast (* 1891; † 1974)
Elektrizitätswerkbesitzer
8. Oscar Freiherr Ebner von Eschenbach (* 1865; † 1943)
Oberregierungsrat
9. Albert Ritter von Forster (* 1848; † 1917)
kgl. Kommerzienrat
10. Hans Gazert (* 1870; † 1961)
Sanitätsrat
11. Rudolf Hindringer (* 1880; † 1932)
Prälat, Auditor der Römischen Rota
12. Hans Hoffmann (* 1903; † 1981)
evang. Pfarrer
13. Philomena Humplmayr (* 1844; † 1921)
14. Fritz Lechner (* 1921; † 2013)
Ärztlicher Direktor
15. Hermann Levi (* 7. November 1839 in Gießen; † 13. Mai 1900 in Garmisch)
Generalmusikdirektor
16. Karl Lorenzer (* 1885; † 1967)
Geistlicher Rat
17. Alois Maderspacher (* 1898; † 1973)
Bau- und Möbelschreinereiinhaber
18. Georg Ludwig Mayer (* 1882; † 1946)
Fabrikant
19. Herrmann Mencke (* 1882; † 1946)
Pfarrer
20. Wilhelm von Miller (* 1848; † 1899)
21. Toni Neidlinger (* 1940; † 2005)
Altbürgermeister
22. Joachim Pölzl (* 1857; † 1923)
Geistlicher Rat, Prälat
23. Gustav Röhrl (* 1893; † 1965)
Brauereibesitzer
24. Philipp Schumpp (* 1913; † 1992)
Altbürgermeister
25. Franz Schwarzmaier (* 1815; † 1883)
kgl. Bezirksrat
26. Fritz Stanner (* 1877; † 1961)
Hotelier, Gemeinderat
27. Joseph Wackerle  (* 15. Mai 1880 in Partenkirchen; † 20. März 1959)
Akademieprofessor, Bildhauer
28. Leonhard Winkler (* 1920; † 2005)
Geistlicher Rat

### Aberkannte Ehrenbürgerwürden
1. Adolf Hitler Verleihung durch Markt Garmisch am 30. März 1933. Als Zeichen der Distanzierung gegen jede Art nationalsozialistischer Tendenzen und Rassismus sowie als gemeinsames Eintreten für Demokratie hat der Marktgemeinderat Garmisch-Partenkirchen am 31. Mai 2017 diese Ehrenbürgerwürde für ungültig erklärt. Auch wenn nach geltendem Recht eine Ehrenbürgerwürde mit dem Tode erloschen ist und damit als ungültig betrachtet werden kann, distanziert sich der Markt Garmisch-Partenkirchen damit als Zeichen gegen jede Art nationalsozialistischer Tendenzen und Rassismus von allen Ehrungen, insbesondere von den Ehrenbürgerrechten, die in der Zeit der Diktatur des Nationalsozialismus von 1933 bis 1945 direkt an Personen mit nationalsozialistischem Zusammenhang verliehen wurden, und bekennt sich uneingeschränkt zu Freiheit, Demokratie und Toleranz.[1]
2. Hermann Göring Verleihung durch Markt Garmisch am 30. März 1933. Als Zeichen der Distanzierung gegen jede Art nationalsozialistischer Tendenzen und Rassismus sowie als gemeinsames Eintreten für Demokratie hat der Marktgemeinderat Garmisch-Partenkirchen am 31. Mai 2017 diese Ehrenbürgerwürde für ungültig erklärt. Auch wenn nach geltendem Recht eine Ehrenbürgerwürde mit dem Tode erloschen ist und damit als ungültig betrachtet werden kann, distanziert sich der Markt Garmisch-Partenkirchen damit als Zeichen gegen jede Art nationalsozialistischer Tendenzen und Rassismus von allen Ehrungen, insbesondere von den Ehrenbürgerrechten, die in der Zeit der Diktatur des Nationalsozialismus von 1933 bis 1945 direkt an Personen mit nationalsozialistischem Zusammenhang verliehen wurden, und bekennt sich uneingeschränkt zu Freiheit, Demokratie und Toleranz.[1]
3. Paul von Hindenburg Verleihung durch Markt Garmisch am 30. März 1933. Als Zeichen der Distanzierung gegen jede Art nationalsozialistischer Tendenzen und Rassismus sowie als gemeinsames Eintreten für Demokratie hat der Marktgemeinderat Garmisch-Partenkirchen am 31. Mai 2017 diese Ehrenbürgerwürde für ungültig erklärt. Auch wenn nach geltendem Recht eine Ehrenbürgerwürde mit dem Tode erloschen ist und damit als ungültig betrachtet werden kann, distanziert sich der Markt Garmisch-Partenkirchen damit als Zeichen gegen jede Art nationalsozialistischer Tendenzen und Rassismus von allen Ehrungen, insbesondere von den Ehrenbürgerrechten, die in der Zeit der Diktatur des Nationalsozialismus von 1933 bis 1945 direkt an Personen mit nationalsozialistischem Zusammenhang verliehen wurden, und bekennt sich uneingeschränkt zu Freiheit, Demokratie und Toleranz.[1]
4. Franz Ritter von Epp Verleihung durch Markt Garmisch am 30. März 1933. Als Zeichen der Distanzierung gegen jede Art nationalsozialistischer Tendenzen und Rassismus sowie als gemeinsames Eintreten für Demokratie hat der Marktgemeinderat Garmisch-Partenkirchen am 31. Mai 2017 diese Ehrenbürgerwürde für ungültig erklärt. Auch wenn nach geltendem Recht eine Ehrenbürgerwürde mit dem Tode erloschen ist und damit als ungültig betrachtet werden kann, distanziert sich der Markt Garmisch-Partenkirchen damit als Zeichen gegen jede Art nationalsozialistischer Tendenzen und Rassismus von allen Ehrungen, insbesondere von den Ehrenbürgerrechten, die in der Zeit der Diktatur des Nationalsozialismus von 1933 bis 1945 direkt an Personen mit nationalsozialistischem Zusammenhang verliehen wurden, und bekennt sich uneingeschränkt zu Freiheit, Demokratie und Toleranz.[1]
5. Adolf Wagner   Verleihung durch Markt Garmisch am  30. März 1933.  Als Zeichen der Distanzierung gegen jede Art nationalsozialistischer Tendenzen und Rassismus sowie als gemeinsames Eintreten für Demokratie hat der Marktgemeinderat Garmisch-Partenkirchen am 31. Mai 2017 diese Ehrenbürgerwürde für ungültig erklärt. Auch wenn nach geltendem Recht eine Ehrenbürgerwürde mit dem Tode erloschen ist und damit als ungültig betrachtet werden kann, distanziert sich der Markt Garmisch-Partenkirchen damit als Zeichen gegen jede Art nationalsozialistischer Tendenzen und Rassismus von allen Ehrungen, insbesondere von den Ehrenbürgerrechten, die in der Zeit der Diktatur des Nationalsozialismus von 1933 bis 1945 direkt an Personen mit nationalsozialistischem Zusammenhang verliehen wurden, und bekennt sich uneingeschränkt zu Freiheit, Demokratie und Toleranz.[1]
6. Hans Pfundtner Verleihung durch Markt Garmisch-Partenkirchen am 4. Februar 1936 („wegen besonderer Verdienste bei der Durchführung der IV. Olympischen Winterspiele 1936“). Als Zeichen der Distanzierung gegen jede Art nationalsozialistischer Tendenzen und Rassismus sowie als gemeinsames Eintreten für Demokratie hat der Marktgemeinderat Garmisch-Partenkirchen am 31. Mai 2017 diese Ehrenbürgerwürde für ungültig erklärt. Auch wenn nach geltendem Recht eine Ehrenbürgerwürde mit dem Tode erloschen ist und damit als ungültig betrachtet werden kann, distanziert sich der Markt Garmisch-Partenkirchen damit als Zeichen gegen jede Art nationalsozialistischer Tendenzen und Rassismus von allen Ehrungen, insbesondere von den Ehrenbürgerrechten, die in der Zeit der Diktatur des Nationalsozialismus von 1933 bis 1945 direkt an Personen mit nationalsozialistischem Zusammenhang verliehen wurden, und bekennt sich uneingeschränkt zu Freiheit, Demokratie und Toleranz.[1]

## Quelle
- https://buergerservice.gapa.de/de/geschichte/geschichte-von-garmisch-partenkirchen/ehrenbuerger-garmisch-partenkirchen